# منصور كردوش
منصور كردوش (الناصرة 1921-1998) هو قيادي قومي فلسطيني، ولد وتوفي في مدينة الناصرة، من مؤسسي «حركة الأرض»، وهي حركة سياسية قومية عربية، تم حظرها وملاحقة قياداتها من قبل السلطات الإسرائيلية. نشط في العمل السياسي والحقوقي والاحتجاجي الفلسطيني في إسرائيل حتى نهاية أيامه، انشأ وترأس الجمعية العربية لحقوق الإنسان عام 1988، مارس الكتابة الصحفية والسياسية، أصدر عدة كتب حول تاريخ الشعب الفلسطيني وثقافته، بعد وفاته صدر كتاب يسرد سيرة حياته تحت عنوان «منصور كردوش: رجل صالح من الناصرة» ونال الكتاب جائزة فلسطين.

## حياته
ولد في الناصرة، وأكمل دراسته الثانوية في كلية الفرندز في رام الله ثم التحق بالجامعة الأميركية في بيروت إلا أن وفاة والده ألزمته قطع دراسته لإدارة أعمال أبيه.
كان في عام 1948 عضوا في اللجنة القومية في الناصرة التي أشرفت على تنظيم المقاومة في المدينة. وكان في عام 1956 من أبرز محرضي الوعي الشعبي والعاملين على استنهاضه للاحتجاج على العدوان الثلاثي على مصر وما رافقه من مجازر كان من أبرزها مجزرة كفر قاسم في أكتوبر 1956.
عمل مع صالح برانسي في عام 1956 على تشكيل الجبهة الشعبية بالتعاون مع كافة القوى التقدمية للدفاع عن حقوق العرب ضد سياسة العدوان الصهيوني وممارساتها القمعية والتشريد والتمييز العنصري والإذلال وقد حققت تقدمًا ملموسًا. ولكن في عام 1958 وبعد وحدة مصر وسوريا ونتيجة انعكاسات الظروف العربية حيث اتخذ الشيوعين في العراق وسورية ومصر والأردن ولبنان موقفًا معا ضد عبد الناصر، انشقت الجبهة الشعبية وخرج القوميون منها وباشروا في إنشاء حركة باسم “حركة الأرض” رمزًا لارتباط العربي الفلسطيني بأرضه ووطنه وشاركه في تأسيسها، صالح برانسي، وحبيب قهوجي، ورائد حسين، وفوزي الأسمر، وأنيس كردوش، والياس معمر، وصبري جريس. وكان في عام 1975 من مؤسسي جمعية “الصوت” لتكون أول مؤسسة ثقافية قومية في الأرض المحتلة وبقي على رأسها حتى جفت مواردها. وشارك في عام 1976 في تأسيس جمعية “أنصار السجين” للدفاع عن المعتقلين السياسيين ودعم عائلاتهم وترأسها عدة سنوات.
كما شارك في عام 1976 في إعلان يوم الثلاثين من مارس “يوم الأرض” لرفض الاحتلال والاحتجاج على مصادرة الأرض في الجليل. وأسهم في عام 1981 في تأسيس “جمعية التنمية والتطوير” وهو أول نشاط اقتصادي قومي في الوسط العربي داخل الخط الأخضر. وفي أثناء اندلاع الحرب في يناير 1991 نشر كردوش وبعض قدماء حركة الأرض استطلاعه للرأي كان من نتائجه الإعلان عن تأسيس “الجبهة الوطنية الاشتراكية” التي تشابه في بعض مبادئها مع مبادئ حركة الأرض.
وقد بادر إلى تأسيس “المؤسسة العربية لحقوق الإنسان” التي كان لها نشاط واتصالات خارجية كثيرة أدت إلى توعية الجمعيات الغربية المماثلة بمعاناة أبناء فلسطين تحت الاحتلال الصهيوني وبقي على رأسها حتى وفاته.
انتخب في عام 1997 عضوا في مجلس بلدية الناصرة عن “رابطة الناصرة للعمل والتغيير”. أصدر عدة كتب حول تاريخ الشعب الفلسطيني وثقافته. توفي في الناصرة.